# 8-Bit Theater
8-Bit Theater é um sprite comic popular criado e lançado por Brian Clevinger em Março de 2001. 8-Bit Theather ganhou o Web Cartoonists' Choice Awards de melhor quadrinhos de fantasia em 2002. Sobre seus méritos como webcomic sobre jogos, 1UP.com descreveu 8-Bit Theater como o sprite comic " que levou o estilo à sua expressão completa e máxima popularidade."
A trama da história é baseada na do videogame Final Fantasy I, seguindo os quatro Light Warriors na sua busca para eliminar o Rei dos Demônios, Chaos. Os quadrinhos não são, entretanto, um épico sério; muito do humor exibido em 8-Bit Theater é derivado dos equívocos e desaventuras dos protagonistas e de seus inimigos O humor de 8-Bit Theater' é baseado em estereótipos de RPGs eletrônicos e uso de variedades raras de técnicas literárias, incluindo humor britânico, trocadilhos e piradas visuais com referências à cultura pop, filosofia clássica e física pós-moderna lado-a-lado à comédia pastelão. Uma porção significativa do humor vem de especificidades de cada personagem que impedem o clímax de diversas cenas - o autor, Brian Clevinger, afirmou que "seu tipo preferido de histórias são aquelas onde o bobo da piada é o leitor". 8-Bit Theater foi concebido originalmente como paródia de uma variedade de jogos de 8-bits. A popularidade das histórias sobre Final Fantasy convenceram Clevinger a abandonar a ideia e adotar um grupo mais amplo de sátiras, que incluem Arachna-Dude e The Sulk.
Além do webcomic, o site que hospeda as histórias de 8-Bit Theater apresentava duas colunas escritas por Ryan Sosa e Lydia Tiree, interpretando Red Mage e Evil Princess Sara (EPS). Twinkin' Out, expressão estadunidense referente à "combar personagens" era escrita por Ryan Sosa como Red Mage, falava principalmente de RPGs e duelos fictícios, colocando super-heróis contra outros super-heróis ou vilões. Uma piada repetida que ficou famosa envolvia uma teoria de que Febreze (um eliminador de maus odores similar ao Bom Ar) pode resolver qualquer problema, desde ataques de ninjas e/ou dinossauros até DMs assassinos, se aplicado corretamente. A segunda coluna era Ask EPS ou Ask Evil Princess Sara (Pergunte à Princesa Maligna Sara). A namorada de Clevinger, Lydia Tyree, posava como Princesa Maligna Sara distribuindo conselhos amorosos mordazes. Na última reforma do site tais colunas foram extintas.

## Personagens
Os eventos em 8-Bit Theater giram em torno de quatro personagens centrais, os Light Warriors (Guerreiros da Luz), versões exageradas de estereótipos de RPG.

### Light Warriors
Coletivamente conhecidos como Warriors of Light (Guerreiros da Luz), Black Mage, Fighter, Thief e Red Mage são os personagens principais. Os nomes e aparências são oriundos das classes do primeiro jogo da série Final Fantasy mas, apesar de comporem um grupo heróico clássico, tem poucas características que redimam seus defeitos e causam mais mal do que bem. Como o autor, Brian Clevinger, coloca: "I'm not sure why the Light Warriors worry about obstacles or monsters standing in their way. They are nothing compared to the obstacles and monsters within the party" ("Eu não tenho certeza se os Light Warriors se preocupam com os obstáculos ou monstros em seu caminho. Eles não são nada comparados aos obstáculos e monstros internos ao grupo").

#### Black Mage Evilwizardington
First appearance: Episode 001: We're going where?
Sprite: Black Mage (Final Fantasy I, NES); Mudança de Classe: Magus (Final Fantasy III, Famicom)
Black Mage é um mago maligno que é extremamente hábil em magia destrutiva. Ele carrega um ódio patológico contra todos no planeta e é tão minucioso em sua maldade que sua consciência se dividiu em seu lado mau e seu lado abominavelmente mau. A face de Black Mage está permanentemente imersa em sombras; de acordo com ele próprio, sua face é tão não-Euclidiana que ninguém pode olhar para ela sem enlouquecer, fato agravado pela má higiene de Black Mage. A habilidade arcana dele deriva-se do fato de que ele é a encarnação humana de um vórtice de magia. Sua assinatura é um ataque usando um feixe massivo de energia, o Hadoken. Depois que o vórticew foi aberto durante a mudança de classe de Black Mage, ele ganhou a habilidade de aprender e usar ataques dos inimigos; até o momento, todos os ataques que ele aprendeu são inúteis ou ferem apenas a ele mesmo. Apesar de demonstrar imaturidade, covardia e insegurança,  Black Mage se mostrou capaz de ver coisas que são negligenciadas pelos outros Light Warriors, frequentemente deduzindo o plano dos inimigos e sendo ignorado pelo resto do grupo. Por conta disso, ele vê a si mesmo como o único membro do grupo com inteligência, com uma exceção ocasional para Thief.
Black Mage se aliou com diversos vilões ao longo das suas aventuras, como os Cultistas  Ur, Muffin, e os Dark Warriors.
Os objetivos principais de Black Mage são adquirir mais poder (eventualmente usurpando o lugar das divindades do mal e do caos) e encontrar uma maneira de eliminar seus companheiros Light Warriors, que ele despreza. Ele reserva um tipo especial de aversão à Fighter, que ele vê como a pessoa mais idiota em toda a existência e frequentemente tenta assassinar, mas ainda mantém por perto como escudo de carne. Black Mage também tem uma fixação lasciva pelo seu extremo oposto, White Mage, e continuamente tenta seduzi-la usando frases feitas. Normalmente Black Mage dirige sua luxúria a White Mage baseado apenas na aparência dela, ele mostrou ter um pouco de compaixão, o que eventualmente atraí White Mage. Ela cura Black Mage com freqüência, mas por conta de seu Juramento de White Mage que por compaixão.

#### Fighter McWarrior
Primeira Aparição: Episode 001: We're going where?

Sprite: Warrior (Final Fantasy I, NES); Class Change: Knight (Final Fantasy III, Famicom)
Fighter é um guerreiro especialista em espadas em geral e mestre das Doze Escolas da Esgrima Estilo Zodíaco Vargus-Do (The Twelve Schools of Vargus-do Zodiac-Style Swordplay), abreviada como Zodiac Kenshido, capaz de empunhar mais de duas espadas por vez e, após sua mudança de classe, capaz de bloquear qualquer ataque com suas espadas. Fighter é extremamente resistente à dano físico em geral e se recupera rapidamente, mesmo de dano aparentemente letal. Fighter é o criador dos Sword-Chucks, uma arma que é uma combinação de espada com nunchaku, que inicialmente foi alvo de zombaria de todos os personagens por ser mais perigosa para quem empunha a arma que para o oponente. Isso mudou após Fighter usar sword-chucks contra Kary conseguindo empatar com ela.
Tão grande quanto a habilidade com espadas é a ingenuidade de Fighter, que é infantil e tem uma fixação por espadas. Ele tem um grande desejo por heroísmo, que é sua principal razão para se aventurar, e aparenta ser o único Light Warrior realmente interessado em salvar o mundo. Ele considera os Light Warriors como arquetipos de heróis, e permanece ignorante das covardias e vilanias dos outros Light Warriors. Ele não é completamente ignorante das ações de Black Mage, mas ainda assim o considera como seu melhor amigo. A inocência de Fighter frequentemente conquista personagens que não gostam dos Light Warriors, como White Mage e Sarda. Apesar de ser freqüentemetne ignorado e de ignorar assuntos importantes, Fighter mostra surpreendentes surtos de inteligência (típicos de algums formas de autismo) e, entre outras coisas, mostrou ser um linguista brilhante.

#### Thief
Primeira Aparição: Episode 004: Fight heroes, fight!

Sprite: Thief (Final Fantasy I, NES); Mudança de Classe: Ninja (Final Fantasy III, Famicom), modificado
Thief é um elfo sorrateiro e astuto, príncipe de Elfland. Seus principais dons são habilidades em furto e sua sabedoria; Thief diz ser capaz de roubar tudo que não está pregado ou em chamas, incluindo objetos intangíveis como almas, segredos, e coisas que não estão lá. Além disso, manipula pessoas com contratos legais, e se tornou líder dos Light Warriors após convencer Fighter a assinar um contrato. Antes de mudar de classe, Thief raramente lutava, preferindo esconder e deixar outros fazerem o trabalho. Após virar um Ninja ele ganhou a habilidade de atirar tudo, inclusive seus companheiros (e de alguma maneira ele próprio) e tende a usar chutes e socos em combate.
Thief inicialmente tentou esconder suas origens élficas dos Light Warriors, mas foi forçado a revelar sua identidade quando um tribunal élfico ameaçou executar o grupo. Foi revelado que Thief deixou seu reino para arrecadar dinheiro para arranjar uma cura para seu pai moribundo, embora não tendo nenhum problema moral com furtos continuou roubando após seu pai ser curado. Thief, como todos os elfos, é arrogante e acredita que todas as outras raças, principalmente anões, são inferiores. Ele considera os outros Light Warriors como meros lacaios.

#### Red Mage
Primeira Aparição: Episode 034: Introductions Are In Order

Sprite: Red Mage (Final Fantasy I, NES); Mudança de Classe: Red Mage (Final Fantasy III, Famicom), modificado
Red Mage Statscowski (o sobrenome não aparece na tirinha, mas foi citado por Brian nos fóruns) é o mais experiente e versátil, ainda que também o mais alucinado, dos Light Warriors. Ele acredita que está num RPG ao estilo D&D e age de acordo com as regras de tal realidade, sendo um Overpower. Ele carrega consigo uma ficha de personagem listando suas estatísticas pessoais, que ele reescreve em poucos momentos, e as estatísticas modificadas afetam suas habilidades. De fato, ele sobreviveu a ferimentos mortais "esquecendo" de anotar o dano na ficha. Além disso, ele valoriza a versatilidade de sua ficha acima de tudo, citando que escolheu ser um Red Mage pela versatilidade da classe (em Final Fantasy I, esta classe permite o uso de magia branca e magia negra). Apesar de ser proficiente em combate corpo-a-corpo, Red Mage prefere usar magias de gelo e lógica, e após sua mudança de classe ele ganhou a habilidade de imitar com perfeição as ações dos seus companheiros de grupo, com a limitação de imitar apenas uma vez em um curto período de tempo. Red Mage alega ser o último sobrevivente de uma cabala antiga de Red Mages.
Red Mage é o principal "estrategista" do grupo. Seus planos, entretanto, são desnecessariamente complicados e bizarros, apesar de logicamente válidos em uma primeira análise. Por exemplo, certa vez ele tentou construir um gerador de fusão a frio feito completamente de gelo. De acordo com o próprio, a maioria dos planos de Red Mage falha porquê as leis da física e seus companheiros insistem em atrapalhar, e os planos para acabar com os três primeiros demônios (fiends) foram bem sucedidos. Eficientes ou não, Red Mage é extremamente orgulhoso de seus planos.
Red Mage também se mostrou como um travesti que ainda não se confessou, ocasionalmente usando vestidos e chamando a si mesmo de Debora. De acordo com o próprio, isso se deve ao fato do pai dele preferir uma filha a um filho, mas tal situação é um produto da manipulação que Thief fez a mente de  Red Mage.
Nos fóruns, o autor indicou que, baseado nos nomes dos outros personagens, o sobrenome de Red Mage deve ser Statscowski.

## Arte
Como sprite comic, muito da arte é tirada de videogames, particularmente Final Fantasy I e Final Fantasy III. Alguma arte também é obtida de sites de cliparts públicos e resultados da busca de imagens do Google. Arte original é criada por Lydia Tyree e Kevin Sigmund, que contribuem com, respectivamente, desenhos à mão livre e sprites personalizados. Os quadrinhos são montados por Clevinger usando o Adobe Photoshop.

## Elementos Recorrentes
- Sword-chucks são uma invenção de Fighter, onde duas espadas são unidas por uma corrente que liga seus cabos, inspirado em Nunchakus. A arma é mais perigosa para o portador que para seu oponente, mas em diferentes momentos Fighter desenvolve técnicas para usá-las efetivamente (inclusive sendo eficiente na luta contra o Demônio do Fogo Kary). A piada se tornou tão popular que já foi repetida em jogos de cartas e MMORPGs.
- Hadoken é uma magia de nono círculo extremamente destrutiva usada por freqüência por Black Mage. Eventualmente, os personagens improvisam ataques arremessando algo e acrescentando o sufixo "-doken" (Fighterdoken seria o ato de arremessar Fighter nos oponentes).
- A habilidade de Thief em roubar qualquer coisa, não importa se ela é excessivamente grande, perigosa, abstrata ou mesmo irreal (por exemplo, roubar uma alma), a não ser que tal coisa esteja pregada ao chão e em chamas.
- A alegação de Red Mage de que ele é capaz de mudar suas próprias estatísticas e criar talentos onde eles não existiam, geralmente de forma fútil ou inútil (em certa ocasião ele alterou suas perícias para ter "seis graduações em Profissão: Pasteleiro"; em outra, ele baseou suas estatísticas na perícia "Fertilização Animal", sobe a guisa de que ela tem aplicações mais amplas que "Cura"). De acordo com Black Mage, Red Mage é um pau-para-toda-obra incompetente em todas as obras ("a jack-of-all-trades incompetent in all of them").
- O antagonismo de Black Mage com relação à Fighter, que é ignora completamente o ódio de BM e acredita que o dito cujo é um bom amigo.
- "A wizard did it" (Foi um mago fez isso), explicação que Clevinger dá para buracos na trama e inconsistências; "The wizard who did it" (O mago que fez isso) é um personagem da história.
- Garland e sua fobia de Forest Imps, os monstros mais fracos de Final Fantasy I.